# Voiteur
Voiteur é uma comuna francesa na região administrativa de Borgonha-Franco-Condado, no departamento de Jura. Estende-se por uma área de 9,42 km². Em 2010 a comuna tinha 778 habitantes (densidade: 82,6 hab./km²).